# Coordination des appels pour une paix juste au Proche-Orient - EuroPalestine
CAPJPO-EuroPalestine, anciennement CAPJPO (Coordination des appels pour une paix juste au Proche-Orient), est une association française militant pour la reconnaissance des droits du peuple palestinien. 
Engagée politiquement, elle participe aux élections européennes de 2004 et aux élections législatives de 2007. En dehors de ses participations aux scrutins, elle milite à travers des manifestations et le boycott d'Israël. 

## Historique

### Fondation
La Coordination des appels pour une paix juste au Proche-Orient (CAPJPO) est fondée par deux anciens militants de Lutte ouvrière, Nicolas Shashani et Olivia Zemor.

### Participation à des élections

#### Élections européennes de juin 2004
Lors des élections européennes de 2004 en France, la CAPJPO lance la liste électorale Europalestine, qui ne présente une liste qu'en Île-de-France. La liste suscite des réserves au sein du mouvement pro-palestinien, notamment de l'Association France-Palestine Solidarité (AFPS) et de Leïla Shahid, qui craignent qu'elle ne divise le mouvement. Christophe Oberlin est en tête de liste et Dieudonné est second sur la liste.
La liste Euro-Palestine obtient un score de 1,83 % en Île-de-France.
En 2004, Dieudonné annonce son retrait d'Europalestine, afin de « ne pas diviser la résistance palestinienne autour de Leïla Shahid », et s'exprimant contre les militants qui « envisagent de transformer cette liste en un mouvement politique ».

#### Élections législatives de 2007
Europalestine présente une liste dans la huitième circonscription du Val-d'Oise lors des élections législatives de 2007, menée par Boualem Snaoui. Europalestine soutient également la candidate des Verts Alima Boumediene dans la cinquième circonscription du Val-d'Oise. Snaoui obtient 2 % des suffrages exprimés.

### Manifestations
En mars 2003, la CAPJPO est accusée[Par qui ?] d’abrité des jeunes impliqués dans une agression antisémite, survenue en marge d’une manifestation contre la guerre en Irak. Des membres de l’association juive de gauche Hashomer Hatzaïr ont été violemment pris à partie à Paris par un groupe de jeunes arborant des drapeaux palestiniens et irakiens. La CAPJPO se défend, affirmant que cette agression fait suite à une première agression venant du Bétar. L’affaire suscite une vive émotion et des condamnations unanimes.
En novembre 2004, la CAPJPO tente d'annuler un gala de soutien à l'armée israélienne à Paris, mais sa demande est rejetée. Elle organise un rassemblement contre le gala qui ne réunit qu'une trentaine de personnes, tandis que l'AFPS, qui organise un autre rassemblement, réunit environ 300 personnes.
En mars 2009, EuroPalestine organise une manifestation pour le boycott d'Israël.
En août 2015, afin de protester contre l'animation « Tel Aviv sur Seine » de Paris Plages, EuroPalestine organise l'événement « Gaza Plage ».
En 2023, lors des manifestations contre la guerre à Gaza, Le Monde indique que la CAPJPO-EuroPalestine scande des slogans virulents tels que « Macron, payez-le en shekels ! ». D'après Le Monde, ses positions y sont minoritaires.

## Positionnement
La CAPJPO-EuroPalestine décrit Israël comme un État d'apartheid et est en faveur de son boycott. Certains de ses militants mettent en question l'existence de cet État.

## Accusations de conspirationnisme et d'antisémitisme.
Selon Conspiracy Watch, EuroPalestine diffuse des intox, en 2007  et en 2016 et soutient l'auteur complotiste Jacob Cohen.
En 2017, EuroPalestine organise une manifestation ayant pour mot d'ordre la « séparation du Crif et de l'État » Nathalie Kosciusko-Morizet, le Conseil représentatif des institutions juives de France, ainsi que la maire de Paris, Anne Hidalgo tentent en vain de faire interdire cette manifestation. Anne Hidalgo estime que « Cet appel reprend les pires clichés antisémites qui existent et il est susceptible de provoquer de graves troubles à l'ordre public ».
Une autre de leur manifestation parisienne de décembre 2017 est perçue par le site Conspiracy Watch comme du complotisme antisémite, reprenant des slogans de l'extrême droite.

## Affaires judiciaires

### CAPJPO-EuroPalestine et Oumma déboutées face au philosophe Alain Finkielkraut
Le 7 juillet 2008, la CAPJPO-EuroPalestine et Oumma perdent le procès pour injure qu’elles ont intenté au philosophe Alain Finkielkraut devant le tribunal correctionnel de Paris. Les propos poursuivis remontent au 11 décembre 2005 : sur Radio RCJ, Alain Finkielkraut a accusé les militants des deux associations d'être « des gens qui ne veulent pas lâcher la proie juive ». Ces associations estiment qu’il les avait insultées d’antisémites.

### Procès d'Olivia Zemor: une condamnation pour  incitation à la haine et à la violence
En mai 2012, la cour d'appel de Paris a condamné Olivia Zemor, pour la mise en ligne d'une vidéo en juillet 2009, à mille € d'amende avec sursis pour incitation à la haine ou à la violence, en raison de la nationalité des personnes visées. Elle est aussi condamnée à payer 1 € symbolique de dommages et intérêts et 1 500 € de frais de justice à la Chambre de commerce France-Israël, ainsi qu'au Bureau national de vigilance contre l'antisémitisme. L'arrêt de la cour d'appel indique : « en choisissant de diffuser ces propos outranciers et notamment l'affirmation selon laquelle acheter un produit en provenance d'Israël équivaut à acheter une balle qui va tuer un enfant palestinien, […] Olivia Zemor a incité à la haine ou à la violence. ».

### CAPJPO EuroPalestine obtient la condamnation d'Éric Zemmour pour appel à la discrimination
Le 17 septembre 2019 , la Cour de cassation confirme l'arrêt de la cour d’appel de Paris du 3 mai 2018 condamnant Éric Zemmour en estimant qu'elle avait « exactement retenu que, par leur sens et leur portée, les propos incriminés, qui désignaient tous les musulmans se trouvant en France comme des envahisseurs et leur intimaient l’obligation de renoncer à leur religion ou de quitter le territoire de la République, contenaient un appel à la discrimination ».